# Pseudexentera
Pseudexentera là một chi bướm đêm thuộc phân họ Olethreutinae trong họ Tortricidae.

## Các loài
- Pseudexentera costomaculana (Clemens, 1860)
- Pseudexentera cressoniana (Clemens, 1864)
- Pseudexentera faracana (Kearfott, 1907)
- Pseudexentera habrosana (Heinrich, 1923)
- Pseudexentera haracana (Kearfott, 1907)
- Pseudexentera hodsoni Miller, 1986
- Pseudexentera kalmiana McDunnough, 1959
- Pseudexentera knudsoni Miller, 1986
- Pseudexentera mali Freeman, 1942
- Pseudexentera maracana (Kearfott, 1907)
- Pseudexentera oregonana (Walsingham, 1879)
- Pseudexentera oreios Miller, 1986
- Pseudexentera senatrix (Heinrich, 1924)
- Pseudexentera sepia Miller, 1986
- Pseudexentera spoliana (Clemens, 1864)
- Pseudexentera vaccinii Miller, 1986
- Pseudexentera virginiana (Clemens, 1864)